# 冯绍烈
冯绍烈（？—？），唐朝官员，出自长乐冯氏，冯昭泰第五子。
冯绍烈官至兵部郎中、鸿胪卿、银青光禄大夫、直昭文馆、御史中丞。开元十八年（730年），司农发现宇文融在汴州给隐官息钱巨万，给事中冯绍烈查核属实，唐玄宗下诏流宇文融于崖州，开元二十一年（733年），安氏与阿史那怀道夫妻下葬，鸿胪少卿冯绍烈监护，缘葬官给，务令优厚。仪仗卤簿，送至墓所往还。开元二十七年（739年）六月初十日，高才人在长安别宫去世，追赠婕妤，虢国公杨思勗和鸿胪卿冯绍烈监护，万年县令郑岩为副。